# سعید ال حمسل
سعید ال حمسل (عربی: سعيد آل حمسل؛ زادهٔ ۱۸ آوریل ۱۹۹۶) یک ورزشکار اهل عربستان سعودی است.
از باشگاه‌هایی که در آن بازی کرده‌است می‌توان به باشگاه فوتبال نجران عربستان سعودی اشاره کرد.